# Segunda División Peruana 1962
La Segunda División Peruana 1962, la 20ª edición del torneo, se jugó entre el 15 de julio y el 11 de noviembre y fue jugada por diez equipos. 
El ganador del torneo, Mariscal Sucre, logró el ascenso a la Primera División de 1963 mientras que Santiago Barranco perdió la categoría al haber ocupado el último lugar.

## Ascensos y descensos
| Posición | Ascendido a Primera División 1962 |
| -------- | --------------------------------- |
| 1º       | KDT Nacional                      |

| Posición | Descendido de Primera División 1961 |
| -------- | ----------------------------------- |
| 10º      | Mariscal Sucre                      |

| Posición | Ascendido de Liguilla de Ascenso 1961 |
| -------- | ------------------------------------- |
| 1º       | Íntimos de la Legua                   |

| Posición | Descendido a Liga de Lima 1962 |
| -------- | ------------------------------ |
| 10º      | Mariscal Castilla              |

## Equipos participantes
| Club                   | Ciudad     |
| ---------------------- | ---------- |
| Association Chorrillos | Chorrillos |
| Carlos Concha          | Callao     |
| Defensor Arica         | Lima       |
| Íntimos de la Legua    | Callao     |
| Juventud Gloria        | Lima       |
| Mariscal Sucre         | Lima       |
| Porvenir Miraflores    | Miraflores |
| Santiago Barranco      | Barranco   |
| Unidad Vecinal Nº 3    | Lima       |
| Unión América          | Lima       |

| Perú                     |
| Campeón                  |
| Mariscal Sucre 2º título |